# David Benoit (Basketballspieler)
David Benoit (auch Dawud Nasir Olayemi Muhammad) (* 9. Mai 1968 in Lafayette (Louisiana)) ist ein ehemaliger US-amerikanischer Basketballspieler.

## Werdegang

### Spieler
Benoit wechselte nach seiner Studentenzeit am Tyler Junior College sowie an der University of Alabama 1990 in den Berufsbasketballsport.
Er stand im Spieljahr 1990/91 beim spanischen Erstligisten Mayoral Maristas in Málaga unter Vertrag. Benoit überzeugte dort mit Durchschnittswerten von 21,5 Punkte und 10,3 Rebounds je Begegnung. 1991 wurde er in seinem Heimatland von der NBA-Mannschaft Utah Jazz verpflichtet. Im Sommer 1994 begab sich Benoit wegen seiner Alkoholsucht in eine Entzugseinrichtung. Die Saison 1996/97 verpasste er wegen einer Achillessehnenverletzung. Er spielte später auch für Utahs NBA-Konkurrenten New Jersey Nets und Orlando Magic. 2000 kehrte er noch einmal nach Salt Lake City zu den Utah Jazz zurück. Den besten Punktedurchschnitt in einer NBA-Hauptrunde erreichte Benoit 1994/95 mit 10,4. Er bestritt eine Gesamtzahl von 549 NBA-Spielen.
1999 wurde er mit Maccabi Tel Aviv israelischer Meister und Pokalsieger. Auch in der Volksrepublik China gewann Benoit einen Titel: Im Spieljahr 2001/02 wurde er an der Seite von Yao Ming Meister der chinesischen Liga CBA.
Zum Ende seiner Spielerlaufbahn stand der US-Amerikaner in Japan bei den Saitama Broncos unter Vertrag, nachdem er bereits von 2002 bis 2004 im selben Land für die Hitachi SunRockers aufgelaufen war. In der Saison 2005/06 erlitt Benoit als Spieler der Saitama Broncos nach zehn Einsätzen einen Achillessehnenriss und war erst im Folgespieljahr wieder einsatzbereit. Er half während der Saison 2005/06 bei Saitama zeitweise als Trainer aus.

### Trainer
2007 beendete Benoit bei den Saitama Broncos seine Spielerlaufbahn und bekam das Traineramt übertragen. 2009 wurde er Trainer der neugegründeten Kyoto Hannaryz in Japan. Anfang April 2010 wurde er entlassen. 2018 änderte Benoit seinen Namen in Dawud Nasir Olayemi Muhammad, war aber auch weiterhin unter seinem Geburtsnamen bekannt.